# Cerro Negro (berg i Argentina, San Juan, lat -30,50, long -69,18)
Cerro Negro är ett berg i Argentina.   Det ligger i provinsen San Juan, i den nordvästra delen av landet, 1 100 km väster om huvudstaden Buenos Aires. Toppen på Cerro Negro är 2 592 meter över havet.
Terrängen runt Cerro Negro är huvudsakligen kuperad. Trakten runt Cerro Negro är nära nog obefolkad, med mindre än två invånare per kvadratkilometer..
Omgivningarna runt Cerro Negro är i huvudsak ett öppet busklandskap.